# Rock-O-Plane

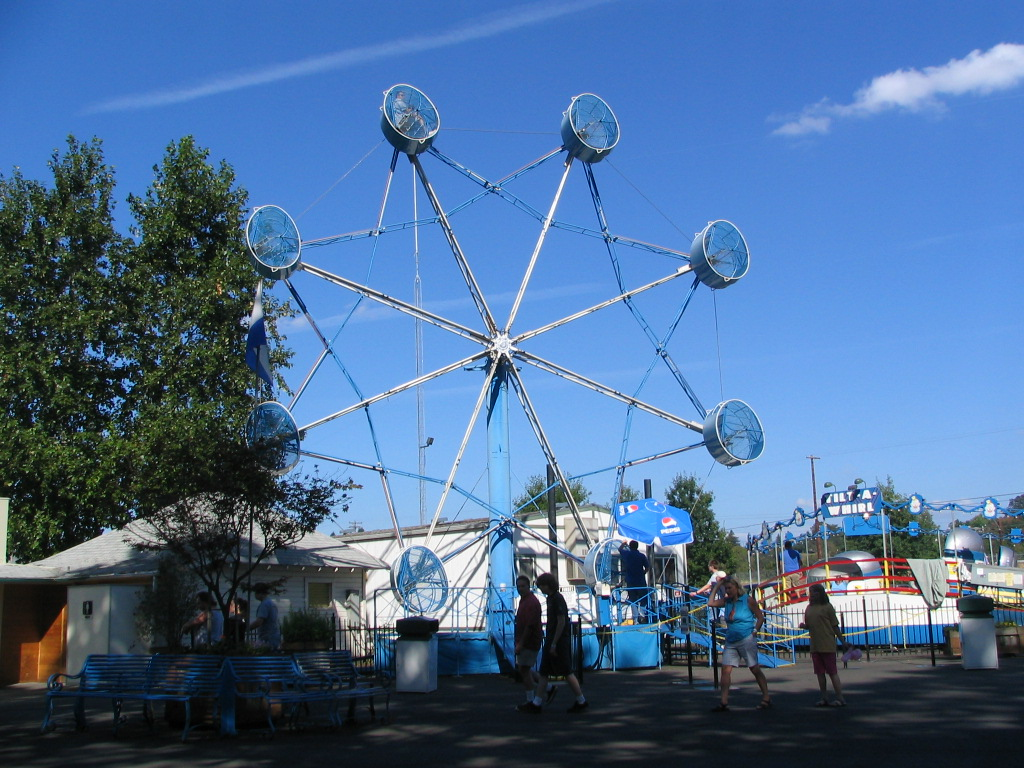
Rock-o-plane à Oak's Park

Le Rock-O-Plane est un type de manège développé entre autres par Lee Eyerly.

## Concept et fonctionnement
Son fonctionnement est similaire à celui des grandes roues, avec la particularité que les sièges qui sont enfermés dans des caissons grillagés se balancent et roulent en fonction des mouvements de la roue.
Les sièges peuvent être amenés à faire une bascule vers l’avant ou vers l’arrière. Les passagers peuvent bloquer leur sièges et ainsi éviter ces mouvements extrêmes ou, au contraire, les bloquer dans des positions effrayantes pour rendre l'attraction encore plus intense.

## Attractions de ce type
- Rock-O-Plane - Oaks Amusement Park
- Rock-O-Plane - Lagoon
- Rock-O-Plane - Santa Cruz Beach Boardwalk